# Per Teodor Cleve
Per Teodor Cleve (Stoccolma, 10 febbraio 1840 – Uppsala, 18 giugno 1905) è stato un chimico e geologo svedese.

## Biografia
Dopo essersi diplomato nel 1858 al Ginnasio, si iscrisse all'Università di Uppsala dove si laureò nel 1863. In seguito ottenne alcuni contratti dall'Università e svolse lavori in Europa e Nord America. Nel 1874 fu nominato professore di chimica generale a Uppsala.
Nel 1879 Cleve scoprì gli elementi olmio e tulio e nel 1874, stabilì che il didimio non era un elemento a sé stante ma la mescolanza di due diversi elementi, oggi noti come neodimio e praseodimio.
Ricevette la Medaglia Davy nel 1894, "per le sue ricerche sulle terre rare".
Il minerale cleveite fu così chiamato nel 1878 dall'esploratore e geologo Adolf Erik Nordenskjöld in suo onore.
Cleve fu il nonno materno di Ulf von Euler, fisiologo e farmacologo, vincitore del Premio Nobel per la medicina nel 1970.